# 색깔 혁명

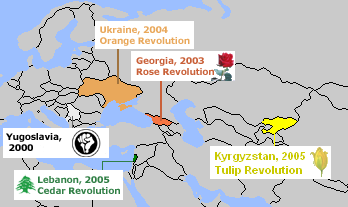
색깔 혁명

색깔 혁명(영어: color revolution, colored revolution, 문화어: 색갈 혁명)은 중앙유럽과 중앙아시아의 구 소련 국가에서 공산주의가 붕괴되면서 일어난 일련의 움직임을 일컫는다. 또한 이 혁명은 전 세계로 퍼져나가고 있다. 중앙유럽과 발칸 반도 지역에서는 2000년대까지 지속되었으며, 중동에서도 이 혁명이 일어난 적도 있다.
참가자들은 부패하거나 독재적인 정부에 대항하여 비폭력 저항을 통해 민주주의를 요구하였다. 이 운동은 특별한 색이나 꽃을 상징으로 하고 있다.
1974년 4월 25일, 포르투갈에서 혁명이 일어나 색깔 혁명이 시작된 것으로 분류된다.

## 1974년부터 시작된 색깔 혁명 목록
- 카네이션 혁명: 1974년 4월 25일, 포르투갈
- 옐로우 혁명: 1986년 2월 22일 ~ 2월 25일, 필리핀
- 벨벳 혁명: 1989년 11월 17일 ~ 12월 29일, 체코슬로바키아
- 불도저 혁명: 2000년 10월 5일, 유고슬라비아 연방 공화국[1]
- 장미 혁명: 2003년 11월 3일 ~ 11월 23일, 조지아[2]
- 오렌지 혁명: 2004년 11월 22일 ~ 2005년 1월 23일, 우크라이나[3]
- 보라색 혁명: 2005년 1월, 이라크
- 튤립 혁명: 2005년 2월 27일 ~ 4월 11일, 키르기스스탄
- 백향목 혁명: 2005년 2월 14일 ~ 4월 27일, 레바논
- 파란색 혁명: 2005년 3월, 쿠웨이트
- 청바지 혁명: 2006년 3월 19일 ~ 3월 25일, 벨라루스
- 사프란 혁명: 2007년 8월 15일 ~ 9월 26일, 버마
- 포도 혁명: 2009년 4월 6일 ~ 4월 12일, 몰도바
- 초록색 혁명: 2009년 6월 13일 ~ 2010년 2월 11일, 이란
- 재스민 혁명: 2010년 12월 18일 ~ 2011년 1월 14일, 튀니지
- 연꽃과 혁명: 2011년 1월 25일 ~ 2월 11일, 이집트
- 중국 재스민 혁명: 2011년 2월 20일 ~ 3월 20일, 중화인민공화국
- 바레인 진주 혁명: 2011년 2월 14일 ~ 2014년 11월 22일, 바레인
- 예멘 커피 혁명: 2011년 1월 27일 ~ 2012년 2월 27일, 예멘
- 러시아 눈꽃 혁명: 2011년 12월 4일 ~ 2013년 6월 13일
- 대만 해바라기 혁명:2014년 3월, 타이완
- 홍콩 우산 혁명:2014년 10월, 홍콩
- 마케도니아 색깔 혁명: 2016년 4월 12일 ~ 7월 20일, 마케도니아 공화국
- 아르메니아 벨벳 혁명: 2018년 3월 31일 ~ 5월 8일, 아르메니아[4]

## 같이 보기
- 1989년 혁명
- 아랍의 봄
  - 아랍의 여름